# ابوربرگت
ابوربرگت (به سوئدی: Abborrberget) یک سکونتگاه مسکونی در سوئد با جمعیت ۲٬۱۴۱ نفر است که در Strängnäs Municipality واقع شده‌است.